# Liste brutalistischer Bauwerke in Österreich
Die Liste der brutalistischen Bauwerke soll einen Überblick über die in Österreich vorhandenen Bauten geben, die im Stil des Brutalismus entstanden sind. Dieser Stil ist gekennzeichnet durch die Verwendung von Sichtbeton und der weitgehenden Sichtbarmachung der Gebäudekonstruktion. In vielen Fällen stand bei den Gebäuden auch ein sozialer Anspruch dahinter. Zeitlich ist der Brutalismus ungefähr auf die Zeit zwischen 1960 und 1980 eingrenzbar. Nach dieser Periode war die Architektur dieses Stils in Verruf geraten und wird erst seit dem zweiten Jahrzehnt des 21. Jahrhunderts teilweise wieder geschätzt. Eine für Österreich maßgebliche Debatte war 2014 die um den damals geplanten Abriss des Kulturzentrums Mattersburg, das nunmehr seit 2017 teilweise unter Schutz steht.
Die Liste ist nach Bundesländern geordnet.

## Burgenland
| Foto                                                                                           |                 | Baujahr | Name                                                            | Standort                         | Beschreibung | Metadaten                                                            |
| ---------------------------------------------------------------------------------------------- | --------------- | ------- | --------------------------------------------------------------- | -------------------------------- | --- | -------------------------------------------------------------------- |
| ja                                                                                             | Datei hochladen | 1982    | Schul- und Sportzentrum in Eisenstadt                           | Standort                         | von Matthias Szauer und Gottfried Fickl | P84(Architekt): P131(Ort):                                           |
| ja                                                                                             | Datei hochladen | 1972    | Schulgebäude in Großwarasdorf HERIS-ID: 113902                  | Schulstraße 3 Standort           | von Matthias Szauer errichtet, das Innere ist noch im Originalzustand | P84(Architekt): P131(Ort):Großwarasdorf Region-ISO:AT-1              |
| BW                                                                                             | Datei hochladen | 1977    | Kulturzentrum Güssing                                           | Standort                         | von Matthias Szauer errichtet | P84(Architekt): P131(Ort):                                           |
| ja                                                                                             | Datei hochladen | 1976    | Kulturzentrum Mattersburg HERIS-ID: 47231 Objekt-ID: 49955      | Standort                         | Das Kulturzentrum wurde 1972–1976 von Herwig Udo Graf erbaut. Es war Teil einer Kampagne durch den damaligen burgenländischen Landesrat Gerald Mader und des Kulturministers Fred Sinowatz, Kulturzentren in nicht-urbanen Regionen zu schaffen. Es steht nunmehr teilweise unter Denkmalschutz. Die Teile, die nicht unter Schutz stehen, wurden ab Juli 2019 abgerissen. | P84(Architekt): P131(Ort):Mattersburg Region-ISO:AT-1                |
| ja                                                                                             | Datei hochladen | 1972    | Sparkassengebäude in Mattersburg HERIS-ID: 205476               | Standort                         | von Herwig Udo Graf | P84(Architekt):Herwig Udo Graf P131(Ort):Mattersburg Region-ISO:AT-1 |
| BW                                                                                             | Datei hochladen | 1972    | Volksschule in Mönchhof                                         | Standort                         | von Herwig Udo Graf | P84(Architekt): P131(Ort):                                           |
| ja                                                                                             | Datei hochladen | 1977    | Hallenbad in Neusiedl am See HERIS-ID: 113355                   | Standort                         | Das 1977 errichtete Hallenbad ist das einzige aus dieser Zeit stammende Hallenbad, das später nicht verändert wurde. Seit 2019 steht es unter Denkmalschutz. | P84(Architekt): P131(Ort):Neusiedl am See Region-ISO:AT-1            |
| ja                                                                                             | Datei hochladen |         | Kirche der Auferstehung Christi HERIS-ID: 12193 Objekt-ID: 8328 | Steinamangererstraße 15 Standort | Die Pfarrkirche in Oberwart wurde 1966–1969 von Günther Domenig und Eilfried Huth erbaut. Sie steht unter Denkmalschutz. | P84(Architekt):Günther Domenig P131(Ort):Oberwart Region-ISO:AT-1    |
| ja BW                                                                                          | Datei hochladen | 1988    | Spital in Oberwart                                              | Standort                         | Das Spital in Oberwart wurde in mehreren Phasen von Matthias Szauer und Gottfried Flickl zwischen 1971 und 1988 erbaut. | P84(Architekt): P131(Ort):                                           |
| ja                                                                                             | Datei hochladen | 1977    | Internat in Oberwart                                            | Standort                         | von Rudolf Schober und Erwin Christoph | P84(Architekt): P131(Ort):Oberwart Region-ISO:AT-1                   |
| BW                                                                                             | Datei hochladen | 1973    | Wohnhausanlage am Türkenhain                                    | Standort                         | Die Wohnbauten in Purbach am Neusiedler See stammen von Matthias Szauer | P84(Architekt): P131(Ort):                                           |
| BW                                                                                             | Datei hochladen | 1970    | Haupt- und Mittelschule in Purbach am Neusiedler See            | Standort                         | Die Schule stammt von Matthias Szauer und Gottfried Fickl | P84(Architekt): P131(Ort):                                           |
| BW                                                                                             | Datei hochladen | 1972    | Volksschule in Schützen am Gebirge                              | Standort                         | von Herwig Udo Graf | P84(Architekt): P131(Ort):                                           |
| ja                                                                                             | Datei hochladen | 1974    | Neue Pfarrkirche Stegersbach HERIS-ID: 31806 Objekt-ID: 28799   | Kirchengasse 21 Standort         | Die Kirche wurde vom Architektenteam 3P in Form einer aufsteigenden Spirale erbaut und steht unter Denkmalschutz. | P84(Architekt): P131(Ort):Stegersbach Region-ISO:AT-1                |
| BW                                                                                             | Datei hochladen | 1975    | Mittelschule Stoob                                              | Standort                         | Von Matthias Szauer, ähnliches Konzept wie in Großwarasdorf | P84(Architekt): P131(Ort):                                           |
| [[Vorlage:Bilderwunsch/code!/C:47.042662,16.412734!/D:Volksschule Strem Hauptstraße 1 !/\|BW]] | Datei hochladen | 1973    | Volksschule Strem HERIS-ID: 113903 Objekt-ID: 132291            | Hauptstraße 1 Standort           | Von Herwig Udo Graf | P84(Architekt): P131(Ort):Strem Region-ISO:AT-1                      |

## Niederösterreich
| Foto |                 | Baujahr | Name                                                                                | Standort                       | Beschreibung | Metadaten                                                            |
| ---- | --------------- | ------- | ----------------------------------------------------------------------------------- | ------------------------------ | --- | -------------------------------------------------------------------- |
| ja   | Datei hochladen | 1983    | Papstwarte                                                                          | Standort                       | von Robert Krapfenbauer, anlässlich des Besuchs von Johannes Paul II. in Doberndorf bei Horn | P84(Architekt): P131(Ort):Horn Region-ISO:AT-3                       |
| ja   | Datei hochladen | 1972    | WIFI (Wirtschaftsförderungsinstitut) in St. Pölten HERIS-ID: 29755 Objekt-ID: 26417 | Mariazeller Straße 97 Standort | Das WIFI wurde von Karl Schwanzer erbaut. Die vorspringenden Trakte sind durch markante Fußgängerbrücken miteinander verbunden. Es steht unter Denkmalschutz. Der zugehörige Internatsturm wurde im Jahr 2000 abgerissen. | P84(Architekt):Karl Schwanzer P131(Ort):St. Pölten Region-ISO:AT-3   |
| BW   | Datei hochladen | 1975    | Europaschule Schwadorf                                                              | Standort                       | von Matthias Szauer und Gottfried Fickl | P84(Architekt): P131(Ort):                                           |
| ja   | Datei hochladen | 1980    | Aufnahmsgebäude Bahnhof Stockerau                                                   | Standort                       | | P84(Architekt): P131(Ort):                                           |
| BW   | Datei hochladen | 1978    | Feuerwehrgebäude Stockerau                                                          | Standort                       | von Bernd Neubauer | P84(Architekt): P131(Ort):                                           |
| ja   | Datei hochladen | 1967    | Leopold-Figl-Warte HERIS-ID: 113836 Objekt-ID: 132221                               | Standort                       | von Clemens Holzmeister, nachträglich wurde Farbe angebracht | P84(Architekt):Clemens Holzmeister P131(Ort):Tulbing Region-ISO:AT-3 |

## Oberösterreich
| Foto |                 | Baujahr | Name                                                                            | Standort                      | Beschreibung                                                                                                   | Metadaten                                      |
| ---- | --------------- | ------- | ------------------------------------------------------------------------------- | ----------------------------- | --- | ---------------------------------------------- |
| ja   | Datei hochladen | 1967    | Pfarrkirche Heiliger Geist in Linz HERIS-ID: 101944 Objekt-ID: 118294 Linz: 636 | Schumpeterstraße 1–3 Standort | Die Linzer Heiligengeistkirche wurde von Franz Treml und Erich Scheichl erbaut. Sie steht unter Denkmalschutz. | P84(Architekt): P131(Ort):Linz Region-ISO:AT-4 |

## Salzburg
| Foto |                 | Baujahr | Name                                      | Standort                                  | Beschreibung | Metadaten                                                                |
| ---- | --------------- | ------- | ----------------------------------------- | ----------------------------------------- | --- | ------------------------------------------------------------------------ |
| ja   | Datei hochladen | 1968    | Felsentherme Bad Gastein HERIS-ID: 82148  | Bahnhofplatz 5, 5640 Bad Gastein Standort | Die Felsentherme in Bad Gastein stammt von Gerhard Garstenauer, teilweise wurde sie in den Berg hineingebaut.             | P84(Architekt):Gerhard Garstenauer P131(Ort):Bad Gastein Region-ISO:AT-5 |
| ja   | Datei hochladen | 1974    | Kongresshaus Bad Gastein HERIS-ID: 113717 | Kaiser Franz Josef-Straße 4 Standort      | Das Kongresshaus stammt ebenfalls von Garstenauer und war nicht zuletzt als ein neuer Mittelpunkt für den Kurort gedacht. | P84(Architekt):Gerhard Garstenauer P131(Ort):Bad Gastein Region-ISO:AT-5 |
| ja   | Datei hochladen | 1971    | Wohnhochhaus in Salzburg                  | Althofenstraße 1 Standort                 | von Gerhard Garstenauer                                                                                                   | P84(Architekt):Gerhard Garstenauer P131(Ort):Salzburg Region-ISO:AT-5    |

## Steiermark
| Foto |                 | Baujahr | Name                                                              | Standort                         | Beschreibung | Metadaten                                                                    |
| ---- | --------------- | ------- | ----------------------------------------------------------------- | -------------------------------- | --- | ---------------------------------------------------------------------------- |
| ja   | Datei hochladen | 1978    | Terrassenhaussiedlung                                             | Standort                         | Die Terrassenhaussiedlung in Graz-St. Peter ist eine 522 Wohneinheiten umfassende Anlage, die 1966–1978 von der Werkgruppe Graz (Eugen Gross, Friedrich Groß-Rannsbach und Werner Hollomey) errichtet wurde und eines der markantesten Bauwerke dieses Stadtbezirks darstellt. | P84(Architekt):Werkgruppe Graz P131(Ort):Graz Region-ISO:AT-6                |
| ja   | Datei hochladen | 1969    | Ehem. Pädagogische Akademie Graz HERIS-ID: 51434 Objekt-ID: 57082 | Georgigasse 85–91 Standort       | Die Pädagogische Akademie Graz (nunmehr Graz International Bilingual School) wurde von Günther Domenig und Eilfried Huth erbaut. Das Gebäude steht unter Denkmalschutz. | P84(Architekt):Günther Domenig, Eilfried Huth P131(Ort):Graz Region-ISO:AT-6 |
| ja   | Datei hochladen | 1968    | Hauptschule in Weiz HERIS-ID: 85726 Objekt-ID: 99943              | Offenburger Gasse 17–19 Standort | Die Hauptschule in Weiz mit Schulwartgebäude und Turnhalle wurde 1964–1968 von Viktor Hufnagl erbaut. Zehn Jahre später wurde auch ein Realgymnasium dazugebaut. Die Gebäude stehen unter Denkmalschutz.                                                                       | P84(Architekt): P131(Ort):Weiz Region-ISO:AT-6                               |

## Tirol
| Foto |                 | Baujahr   | Name                                                                | Standort                                    | Beschreibung | Metadaten                                                                          |
| ---- | --------------- | --------- | ------------------------------------------------------------------- | ------------------------------------------- | --- | ---------------------------------------------------------------------------------- |
| ja   | Datei hochladen | 1960      | Pfarrkirche St. Pius X. HERIS-ID: 55725 Objekt-ID: 64533 TKK: 83558 | Spingser Straße 14 Standort                 | Die Pfarrkirche im Innsbrucker Stadtteil Neu-Arzl wurde 1958–1960 von Josef Lackner erbaut. Sie steht unter Denkmalschutz. | P84(Architekt): P131(Ort):Innsbruck Region-ISO:AT-7                                |
| ja   | Datei hochladen | 1971      | Kreid-Passage TKK: 120637                                           | Bozner Platz 3 / Meinhardstraße 16 Standort | Das Wohn-, Büro- und Geschäftshaus wurde 1972/73 nach Plänen von Franz Kotek in Schottenbauweise errichtet. Es besteht aus einem drei- bis sechsgeschoßigen Sockel mit Passage und L-förmigem Wohnturm. Charakteristisch sind die vorgehängten Elemente der Betonfassade und die durchlaufenden Fensterbänder.                                                             | P84(Architekt):Franz Kotek P131(Ort):Innsbruck Region-ISO:AT-7                     |
| ja   | Datei hochladen | 1969–1973 | Wohnanlage Mariahilfpark                                            | Mariahilfpark 1–4, Höttinger Au Standort    | Die aus vier fünf- bis neungeschoßigen Häusern bestehende Wohnanlage in Innsbruck wurde 1969–1973 nach Plänen von Franz Kotek errichtet. Sie sind auf der Straßenseite durch eine ebenerdige Geschäftszeile miteinander verbunden. | P84(Architekt):Franz Kotek P131(Ort):Innsbruck Region-ISO:AT-7                     |
| ja   | Datei hochladen | 1967–1973 | Campus Technik (ältere Teile, insbes. das Viktor-Franz-Hess-Haus)   | Technikerstraße 11–25 Standort              | Die Gebäude der Fakultät für Bauingenieurwesen und Architektur der Universität Innsbruck wurden 1967–1973 nach Plänen von Theodor Prachensky und Ernst Heiss großteils aus Betonfertigteilen erbaut und 1986 um das identisch gestaltete Gebäude der Naturwissenschaftlichen Fakultät (Viktor-Franz-Hess-Haus) ergänzt.                                                    | P84(Architekt): P131(Ort):                                                         |
| ja   | Datei hochladen | 1974–1976 | Jugendherberge TKK: 147977                                          | Reichenauer Straße 147 Standort             | Die Jugendherberge im Innsbrucker Stadtteil Reichenau wurde für die Olympischen Spiele 1976 nach Plänen von Guido Gnilsen und Erich Eisenhofer erbaut. Der Gebäudekomplex aus fünf unterschiedlich großen Baukörpern mit achteckigen Fenstern ist in Fertigteilbauweise ausgeführt und mit eigens angefertigten Betonfertigelementen in grober Waschbetonoptik verkleidet. | P84(Architekt):Guido Gnilsen, Erich Eisenhofer P131(Ort):Innsbruck Region-ISO:AT-7 |

## Wien
| Foto |                 | Baujahr | Name                                                                               | Standort                             | Beschreibung | Metadaten                                                                        |
| ---- | --------------- | ------- | ---------------------------------------------------------------------------------- | ------------------------------------ | --- | -------------------------------------------------------------------------------- |
| ja   | Datei hochladen | 1963    | Glaubenskirche HERIS-ID: 48128 Objekt-ID: 51527                                    | Braunhubergasse 20 Standort          | Die evangelisch-lutherische Kirche wurde von Roland Rainer erbaut. | P84(Architekt):Roland Rainer P131(Ort):Wien Region-ISO:AT-9                      |
| ja   | Datei hochladen | 1968    | Konzilsgedächtniskirche Lainz-Speising HERIS-ID: 64094 Objekt-ID: 76794            | Kardinal-König-Platz 1 Standort      | von Josef Lackner | P84(Architekt): P131(Ort):Wien Region-ISO:AT-9                                   |
| ja   | Datei hochladen | 1972    | Ehem. Kloster der Oblaten von St. Paul HERIS-ID: 64846 Objekt-ID: 77611            | Auhofstraße 167–169 Standort         | Das ehemalige Kloster der Oblaten von St. Paul in Ober Sankt Veit wurde von Johann Pleyer erbaut.                                                                                                   | P84(Architekt): P131(Ort):Hietzing Region-ISO:AT-9                               |
| ja   | Datei hochladen | 1965    | Pfarrkirche zum Guten Hirten HERIS-ID: 48331 Objekt-ID: 51785                      | Bossigasse 68–70 Standort            | von Ceno und Herta Kosak | P84(Architekt): P131(Ort):Wien Region-ISO:AT-9                                   |
| ja   | Datei hochladen | 1965    | Pfarrkirche Oberbaumgarten HERIS-ID: 29050 Objekt-ID: 25673                        | Hütteldorfer Straße 282–284 Standort | Die Kirche wurde von Johann Georg Gsteu errichtet. Der Konstruktion liegt die Form des Würfels zugrunde.                                                                                            | P84(Architekt): P131(Ort):Penzing Region-ISO:AT-9                                |
| ja   | Datei hochladen | 1970    | Pfarrkirche Glanzing HERIS-ID: 49026 Objekt-ID: 52615                              | Krottenbachstraße 120 Standort       | von Josef Lackner | P84(Architekt): P131(Ort):Wien Region-ISO:AT-9                                   |
| ja   | Datei hochladen | 1965    | Kirche St. Johann Kapistran                                                        | Forsthausgasse 22 Standort           | von Kurt Widter | P84(Architekt): P131(Ort):Wien Region-ISO:AT-9                                   |
| ja   | Datei hochladen | 1975    | Heilig-Kreuz-Kirche Großfeldsiedlung HERIS-ID: 207486                              | Dominik-Wölfel-Gasse 17 Standort     | von Hannes Lintl | P84(Architekt): P131(Ort):Wien Region-ISO:AT-9                                   |
| ja   | Datei hochladen | 1964    | Pfarrkirche Schwarzlackenau                                                        | Weißenwolffgasse 36 Standort         | von Leo Splett | P84(Architekt): P131(Ort):Wien Region-ISO:AT-9                                   |
| ja   | Datei hochladen | 1974    | Volksschule Dopschstraße                                                           | Standort                             | Die Volksschule wurde von Hans Hohenegger und Matthias Szauer als Teil der Großfeldsiedlung erbaut.                                                                                                 | P84(Architekt): P131(Ort):Wien Region-ISO:AT-9                                   |
| ja   | Datei hochladen | 1973    | Amtshaus Donaustadt und VHS                                                        | Schrödingerplatz 1 Standort          | von Heinrich Mathá und Karl Leber. Der Umzug des Magistratischen Bezirksamts und der Bezirksvorstehung erfolgte 2023, im Lauf des Jahres 2025 soll das Gebäude abgerissen werden.                   | P84(Architekt): P131(Ort):                                                       |
| ja   | Datei hochladen | 1976    | Kirche zur Heiligsten Dreifaltigkeit (Wotrubakirche) HERIS-ID: 4726 Objekt-ID: 582 | Standort                             | Die Wotrubakirche in Mauer besteht aus 152 Betonblöcken, die wie eine Skulptur angeordnet sind. Dieses Konzept des Bildhauers Fritz Wotruba wurde von Fritz Gerhard Mayr architektonisch umgesetzt. | P84(Architekt):Fritz Wotruba, Fritz Gerhard Mayr P131(Ort):Mauer Region-ISO:AT-9 |